# Erebochlora fusimacula
Erebochlora fusimacula är en fjärilsart som beskrevs av Paul Dognin 1911. Erebochlora fusimacula ingår i släktet Erebochlora och familjen mätare. Inga underarter finns listade i Catalogue of Life.